# Oregon Route 43
Az Oregon Route 43 (OR-43) egy oregoni állami országút, amely észak–déli irányban az Oregon City-i Main Streettől Portlandig, az Interstate 5 299B jelű csomópontjáig halad.
A szakasz Oswego Highway No. 3 néven is ismert.

## Leírás
Az útvonal az Oregon City-i főutcától indul. Miután áthaladt a 99E út és a Willamette-folyó felett, West Linnbe érkezik, ahol egy keleti irányú félkört leírva az Interstate 205 Clackamas felé vezető felhajtója után északnyugatra veszi az irányt, ezután pedig Lake Oswegóba ér. Az Oswego-patak keresztezése után északkeleti irányban Dunthorpén fut át, majd újra északnyugatra fordulva a Willamette-folyó partján halad. Miután a szakasz elérte a Portland Sellwood kerületébe vezető Sellwood hidat, a 299B jelű csomópontban a Seattle felé futó Interstate 5-be torkollik.

### Nyomvonal-korrekciók
- A Portland déli részén futó szakasz eredetileg a 99-es út része volt; ezt később keleti (99E) és nyugati (99W) részre bontották
- Az eredetileg Sherwoodot és King Cityt is elérő 212-es út és a 43-as az Oregon City és West Linn közti hídon közös szakaszon futott; az egykori pálya ma Tualatin felé halad

## Fordítás
- Ez a szakasz részben vagy egészben  az   Oregon Route 43 című angol Wikipédia-szócikk History című fejezete ezen változatának fordításán alapul.  Az eredeti cikk szerkesztőit annak laptörténete sorolja fel. Ez a jelzés csupán a megfogalmazás eredetét és a szerzői jogokat jelzi, nem szolgál a cikkben szereplő információk forrásmegjelöléseként.